# 모바일 Suica
모바일 Suica는 동일본여객철도 (JR 동일본)가 제공하는 스마트폰에서 사용할 수 있는 IC 승차 카드이다. Suica의 기능을 탑재한 어플리케이션 소프트웨어다.

## 역사
2006년 1월 28일 에 NTT 도코모와 au (KDDI, 오키나와 셀룰러 전화)의 대응 기종을 처음으로 서비스를 개시했다. 같은 해 12월 2일에 소프트뱅크, 2009년 7월 5일부터 구 윌콤 (현 Y!mobile)의 PHS에서도 서비스를 개시했다.
또한 2011년 7월 23일, NTT 도코모와 au, SoftBank의 안드로이드 탑재 스마트폰에서도 서비스 개시했다 . 2013년 4월 6일에는 이 모바일 안드로이드 탑재 스마트 폰에서도 서비스 개시했다 .

## 기능
카드형의 Suica와 마찬가지로, Suica에 대응하고 있는 자동 개찰기 등을 이용하여 JR이나 사철 등의 교통기관에 승차할 수 있는 기능이나, 역 구내·점포나 자판기·코인 로커로 지불할 수 있는 Suica 쇼핑 서비스 기능이 있다.